# ブランデー

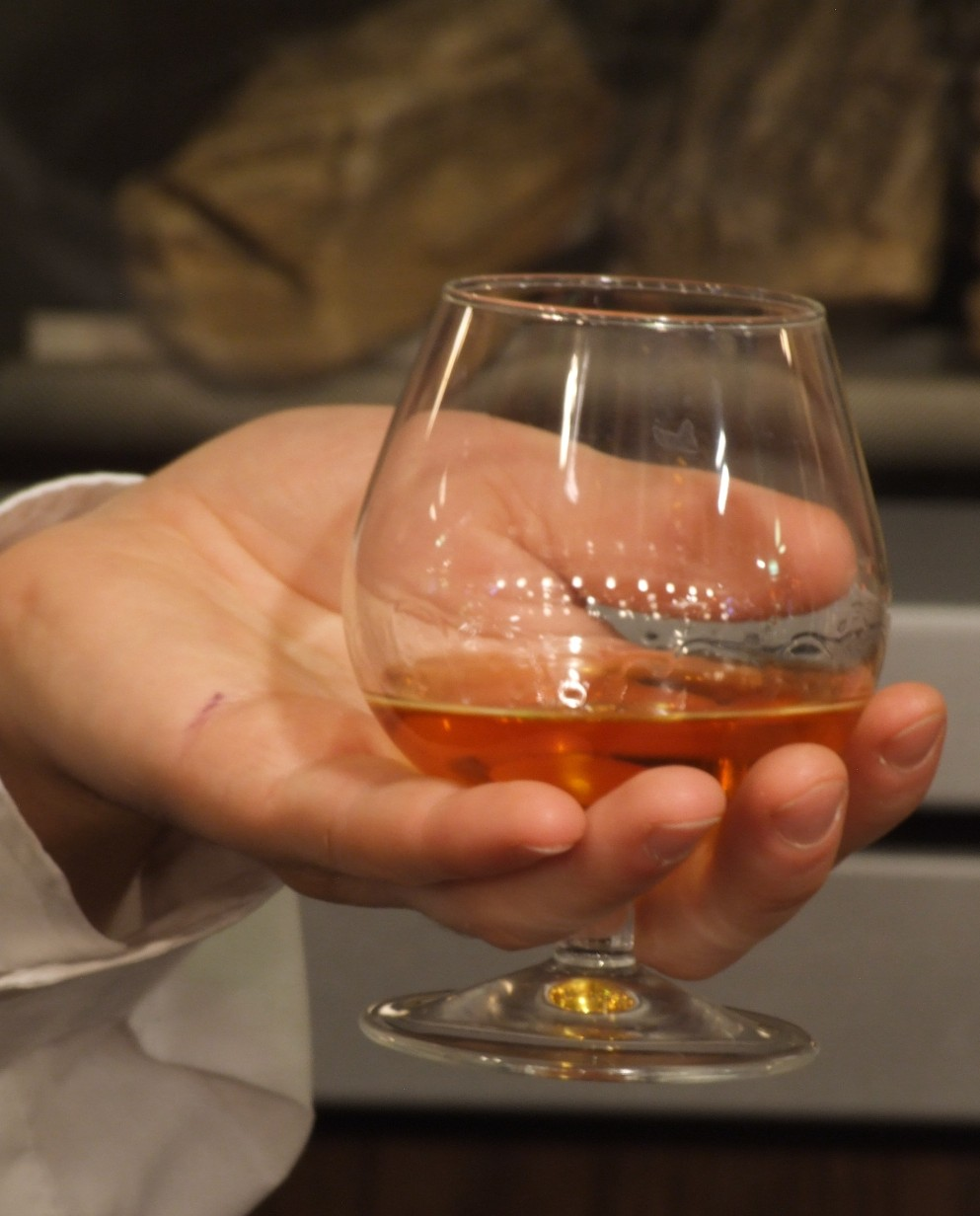
ブランデーグラスに注がれたブランデー

ブランデー（ブランディ、英: brandy）は、果実酒からつくった蒸留酒の総称。語源はオランダ語の「焼いたワイン」を意味する brandewijn から。明治時代の独和辞書『袖珍獨和新辭林』においては、Brannwein の訳語を英語からの音訳で「啤蘭地酒」と表記し、かっこ書きでブランデーと書き添えられている。漢字で「罷蘭地」「白蘭地」とも当てて書かれた。
主に白ブドウのワインを蒸留して樽に入れ、熟成して製造する（熟成期間は5 - 8年。種類によっては25年以上熟成させる。熟成させすぎたものは新しいものとブレンドして若返らせる場合もある）。単にブランデーと言った場合は通常ブドウが原料のワインを蒸留して作られたものを指すが、リンゴから作ったアップル・ブランデーやサクランボから作ったチェリー・ブランデーも存在する。アルコール度数は40度弱から50度程度である。

## 語源
ノルウェー語で brandeviin「焼いたワイン」の意）と呼ばれていたものが、オランダ語の brandewijn（[brɑndəwɛin] ブランダウェイン）となり、これが英語 で brandy-wine になり、いつしか wine が取れ brandy（[ˈbrændi] ブランディ）となって広まったものである。
なお現代のフランス語では、ブランデーを eau-de-vie（[odvi]「オー・ド・ヴィー」）と呼ぶ。これは語義通りに解釈すれば「命の水」で、語源まで遡れば英語 whisky（ウィスキー） やspirits（スピリッツ）なども同様である。

## 歴史
7〜8世紀頃より、スペインでワインを蒸留していたと言われる。15世紀には、フランスのアルマニャック地方やコニャック地方で生産が始まり、この地方のブランデーは現代では世界的に知られている。1713年にはルイ14世がフランスのブランデーを保護する法律を作った。それ以後、ヨーロッパ各国の宮廷に取り入れられ、「王侯の酒」の地位を得ていった。
19世紀後半、アメリカから購入した苗に付着していたフィロキセラ（ブドウネアブラムシ）が、ヨーロッパブドウ（ヴィニフェラ種）に壊滅的被害をもたらし、ブランデーの生産が激減した（19世紀フランスのフィロキセラ禍）。その代替として、イギリスの上流・中産階級にスコッチ・ウイスキーが飲まれるようになった。
ワインの生産国はいずれもブランデーを生産しているが、中でもワイン製造の盛んなフランスはブランデー生産国としても有名である。特に「コニャック」や「アルマニャック」は、原産地呼称を保護するアペラシオン・ドリジーヌ・コントロレの認証を受けており、1909年以降は名称の使用が法律で厳しく制限されている。たとえフランス産であっても、認証のない物はコニャックやアルマニャックと称してはならず、「フレンチブランデー」とされる。
世界的に殊に有名なブランドとしてレミーマルタン、ヘネシー、マーテル、クルボアジェがある。
2020年代において、ブランデーの世界最大手企業は、M&Aにより複数のブランドを傘下に収めたフィリピン企業エンペラドールである。
日本においてブランデーの製造法が知られるようになったのは少なくとも19世紀末で、オランダ留学から帰国した榎本武揚が親族にその製造法を記述して伝えている。その後、本格的に造られ始めたのは1950年代からである。日本国内で製造している主要企業には、サントリーやニッカウヰスキー、麒麟麦酒（二代目、以下キリン）などがある。

## 飲み方

ブランデーグラス

飲み方として最も知られているのは、ストレートである。ブランデーグラスに、室温のブランデーを少量入れて、香りとともに味わう。適度に温度が上がると香りが立つので、グラスの底を手のひらで包み込むようにして揺らし、手の体温で温めながら味わうのが良いとされる。ただし、体温で温めるのはブランデーの品質が低く、香りが弱かった時代の名残であり、現在のブランデーは温める必要がないとも言われる。
また、最初にごく少量のブランデーを注いでグラスの内側を薄く濡らすようにしてからマッチの火でアルコールを飛ばし、そこにあらためて少量のブランデーを注いで飲む方法があるが、これはあくまで目を楽しませる演出の一種と考えてよい。
オン・ザ・ロックなど冷やして飲むのは香りが立たないため推奨されない。特に、上質のブランデーに氷を入れる行為は、味の分からない人がやることだと取られることがある。水割りは、アメリカ合衆国では一般的に行われ、特に、酒に弱い女性などが水割りで飲む傾向があり、ウイスキーの水割りよりも上品な飲み物とされる。フランスを始めとするヨーロッパやロシアなどでは、基本的に水で薄めて飲む習慣は無い。また、ヨーロッパでは、ブランデーに限らず、上質の蒸留酒をストレートで、安物の蒸留酒をソーダ割りもしくはカクテルに使うため、ブランデーのソーダ割りは一般的でない。これに対して、英国ではブランデーのソーダ割りが王侯貴族や知識人の嗜みとして好まれた。

## 調理・加工品
ブランデーはステーキなど肉料理のフランベにも使われるほか、洋菓子の香り付けに使われる。また、サラミの加工段階でブランデーを加え、風味づけや殺菌の他、乳酸発酵を促してpHを下げる用途に使われることもある。
香料としてブランデーを加えた洋菓子等の中には、アルコール成分が残るものもあるため、20歳未満の者や妊婦の食用、自動車含む機械を運転する前などには注意を要する。
また、コーヒーの飲み方カフェ・ロワイヤルでも用いられる。

## 熟成年数を表す符号
ブランデーでは、ブレンドした原酒中で最も古いものの熟成年数を表す符号が一般に用いられている。ただし、これは製造国・製造元、コニャックやアルマニャック等の特定名称によって異なる。
※出典により熟成年数の表示は様々で、ブレンドした新しい酒の熟成年数にもよるため、参考として記述（小泉武夫 講談社現代新書『酒の話』p.72による）。
1つ星
3 - 4年熟成させたブランデー。
2つ星
5 - 6年熟成させたブランデー。
3つ星
7 - 10年熟成させたブランデー。コニャック・アルマニャックの場合は、蒸留後最低でも3年を経た原酒を使用したものだけが表示可能。
VO
very old （とても古いブランデー）。11 - 15年熟成させたもの。
VSO
very superior old （とても優れた古いブランデー）。16 - 20年熟成させたもの。
VSOP
very superior old pale （とても優れた古い澄んだブランデー）。20 - 30年熟成させたもの。
コニャック・アルマニャックの場合は、蒸留後最低でも5年を経た原酒を使用したものだけが表示可能。
それ以上のグレードになると、通常は下記の称号が与えられており、等級別に価格がさらに上がっていく。
VVSOP
very very superior old pale (とてもとても優れた古い澄んだブランデー)
ナポレオンクラス - XOクラス - エクストラクラス
44 - 45年（XO）、70年（エクストラ）熟成させたブランデー。extra old（特別に古いブランデー）。
コニャック・アルマニャックの場合、蒸留後最低でも7年を経た原酒を使用したもののみ表示可能。
コニャックやアルマニャックの場合、これらの称号は原酒が一定時間熟成されていなければ名乗ることは出来ないよう全国コニャック事務局（BNIC）や全国アルマニャック事務局（BNIA）において厳しく規制されているが、それ以外のブランデーについてはラベル表示に関して何ら規制はない。このため、同じナポレオンと名乗っていてもメーカーによっては価格に10倍以上の開きがあり、品質も雲泥の差がある。たいてい無名のブランドのナポレオン等は2000円前後で箱無しや粗末な瓶に入って売られている場合が多いが、これらの多くは上記の規制のないフレンチブランデーであり、必ずしも長期熟成を経たものではないので注意が必要である。総じて高級品ほど瓶や箱が贅沢にできており、味もスムーズである。プレミアムコニャックの場合5万円以上して、数十年熟成されたものもある。
コニャック・アルマニャックがフランスの酒にもかかわらず等級名が英語であるのは、過去の、特に18世紀の、重要な輸出相手国がイギリスであったことによる。

## 種類

### 葡萄を主原料とするもの
- コニャック
- アルマニャック
- ピスコ ：南米のブランデーと称される。ペルー産のピスコは味を変えないようガラスやステンレススチルで熟成される。一方でチリ産は、木樽による熟成を行う。
- シンガニ ： ボリビアのブランデーと称される。ワイン用ブドウの品種はマスカット・オブ・アレキサンドリアが指定されている。マスカットを用いた蒸留酒は世界的にも珍しい。
- マール ： ワイン用ブドウの搾りかすが原料、フランス産。
- グラッパ ： 原料は上に同じ、イタリア産。樽熟成をしないのが多い。
- オルーホ ： スペイン産。樽熟をするものもある。
- フィーヌ ： アペラシオン・ドリジーヌ・コントロレ（AOC）の基準を満たさなかったワインを蒸留して造ったブランデー。

### 葡萄以外を主原料とするもの
- カルヴァドス ： リンゴが原料。
- キルシュヴァッサー ： サクランボが原料 製菓用の風味付けにも良く使われる。
- スリヴォヴィッツ ： プラムが原料。
- フランボワーズ ： キイチゴが原料。
- オープストラー ： 狭義にはリンゴと西洋ナシを原料とするブランデー。広義では果物ブランデーの総称で、オープストブラントとも呼ばれる。
- ハニー・シュナップス ： 蜂蜜が原料（リトアニアのみ）。